# Andrea Schröder-Jahn

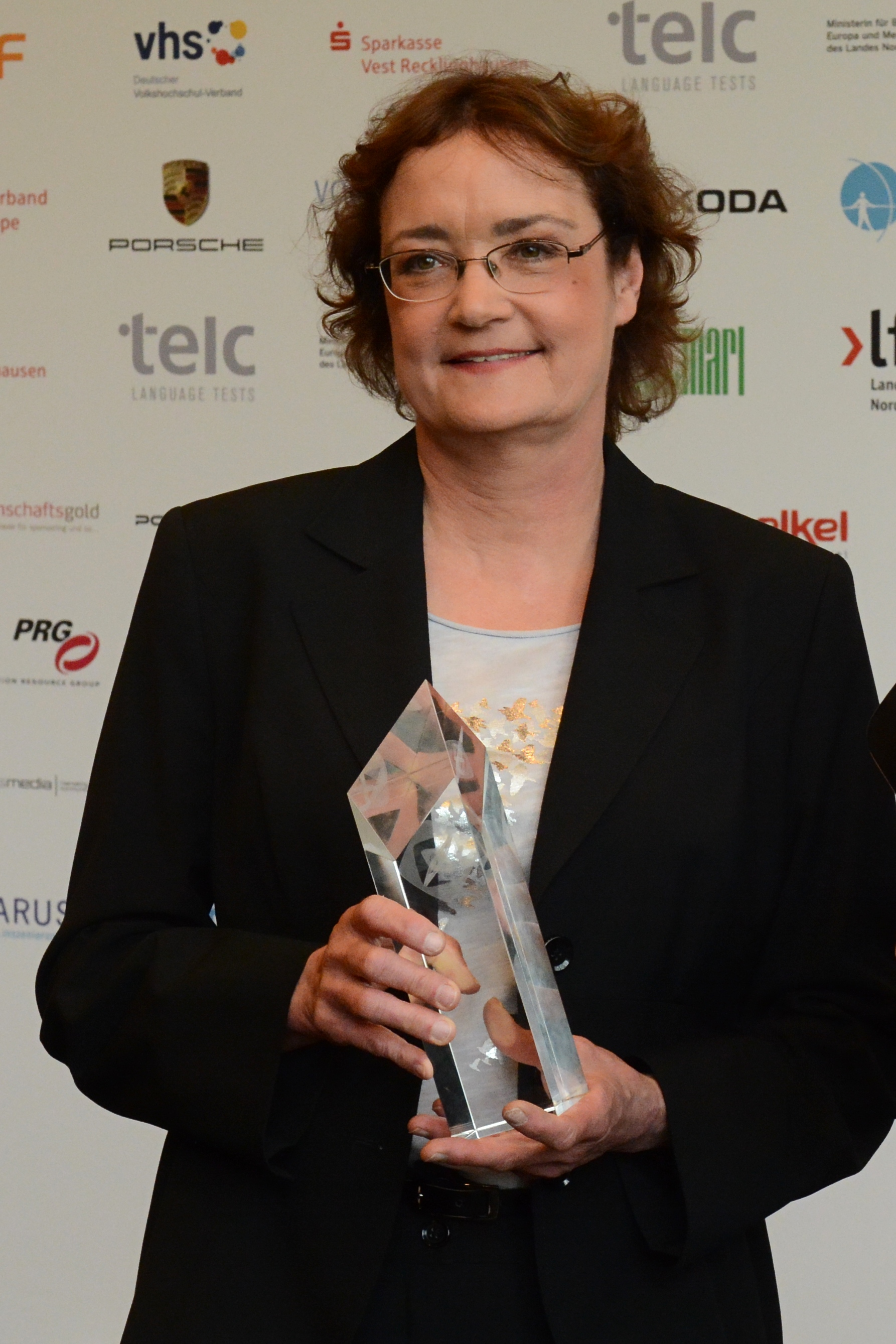
Andrea Schröder-Jahn

Andrea Schröder-Jahn (* 1958 in Hamburg) ist eine deutsche Filmeditorin.
Andrea Schröder-Jahn wurde als Schnitt-Assistentin bei der „AG Nord“ (der in 1959 u. a. von Gyula Trebitsch gegründeten „Arbeitsgemeinschaft zur Nachwuchsförderung für Film und Fernsehen“) ausgebildet und war danach als Filmcutterin und Bildtechnikerin tätig.
In den 1990er Jahren begann sie ihre Tätigkeit beim NDR.
Für den Schnitt des Dokumentarfilmes The Voice of Peace wurde sie 2014 mit dem Grimme-Preis ausgezeichnet.

## Filmografie (Auswahl)
- 1980–1982: Kümo Henriette (Fernsehserie, 14 Folgen)
- 1986: Detektivbüro Roth (Fernsehserie, 8 Folgen)
- 1997: Die Schaubudenstory (Dokumentarfilm)
- 2001: Die Todespiloten – Die Attentäter von New York (Dokumentarfilm)
- 2002: Tatort: Der Passagier
- 2002: Der Unwiderstehliche – Die tausend Lügen des Gert Postel (Fernsehfilm)
- 2007: Das Schweigen der Quandts (Dokumentarfilm)
- 2012: Ein deutscher Boxer (Dokumentarfilm)
- 2014: The Voice of Peace (Dokumentarfilm)
- 2020: Wim Wenders, Desperado (Dokumentarfilm)